# 極地研究冰川
69°50′S 75°7′E / 69.833°S 75.117°E
極地研究冰川是南極洲的冰川，位於東部南極洲，從梅克納塔內冰原島峰西側流至帕布利凱申斯冰架，該冰川以極地雜誌命名。